# Jean-Pierre Hansen
Jean-Pierre baron Hansen (Athus, 25 april 1948) is een Belgisch voormalig bedrijfsleider en bestuurder.

## Biografie
Jean-Pierre Hanssen studeerde burgerlijk ingenieur elektromechanica aan de Université de Liège en economische wetenschappen aan de Université de Paris Assas en promoveerde tot doctor in de ingenieurswetenschappen aan de Universiteit Pierre en Marie Curie in Frankrijk.

### Electrabel
Hij begon zijn carrière in de openbare sector en ging vervolgens aan de slag bij energiebedrijven Tractebel en Electrabel. Hij werd in 1992 CEO van Electrabel. Willy Bosmans volgde hem in 1999 op. Vervolgens werd hij voorzitter van de raad van bestuur van Electrabel. Van 1999 tot 2003 was hij naast voorzitter van Electrabel ook CEO van Tractebel. In 2004 keerde Hansen terug naar de post van CEO. In 2010 volgde Sophie Dutordoir hem op.
Na de opeenvolgende fusies met Suez en GDF doorliep hij ook daar verschillende topfuncties. Hij was operationeel directeur en vicevoorzitter van het uitvoerend comité van Suez van 2003 tot 2008 en lid van het uitvoerend comité van GDF Suez van 2008 tot 2013. Hij was er ook voorzitter van het comité voor het energiebeleid. Names Suez was hij voorzitter van Fluxys, Distrigas en Fabricom.
In 2008 werd Hansen schuldig bevonden aan het hacken en bespioneren van het informaticasysteem van Electrabel en van een poging tot het onderscheppen van privécommunicatie.

### Overige functies
Hansen was onder meer hoogleraar economie aan de École polytechnique in Parijs (2000-2013) en aan de Université catholique de Louvain. Hij bekleedde daarnaast tal van mandaten in de publieke sector:
- regent van de Nationale Bank van België (2002-2005),[9][10]
- lid van de toezichtsraad van de Commissie voor het Bank-, Financie- en Assurantiewezen,
- namens de federale regering bestuurder van de KBC Groep (2010-2012),[11]
- namens het Waals Gewest bestuurder van Arcelor,
- bestuurder van de Nationale Portefeuillemaatschappij,[12]
- bestuurder van de Waalse waterintercommunale SPGE (2016-2023),
- voorzitter van de raad van bestuur van de Académie de Recherche et d'Enseignement supérieur (ARES) (2018-2020),[13]
- bestuurder van intercommunale Nethys (sinds 2019).[14]

In 2010 werd hij voorzitter van de raad van bestuur van Forem, dat instaat voor vorming en begeleiding van werklozen in het Waals Gewest. Didier Malherbe volgde hem in 2016 op. Tevens volgde hij in 2012 Melchior Wathelet op als voorzitter van de raad van bestuur van spoorvrachtvervoerder NMBS Logistics.
Van 2013 tot 2017 was hij regeringscommissaris toegevoegd aan de minister van Overheidsbedrijven met als opdracht "de opstelling van de nieuwe structuur van de spoorwegen te begeleiden en te vergemakkelijken."
Hij was ook ondervoorzitter van het Verbond van Belgische Ondernemingen en bestuurder van de Generale Maatschappij, Delhaize (2011-2013) en de Koninklijke BAM Groep (2013-2017). Hij is momenteel bestuurder bij CMB en Elicio.

## Eerbetoon
- In 2004 ontving hij een eredoctoraat van de Katholieke Universiteit Leuven.[24]
- Op 15 april 2014 werd hij opgenomen in de Belgische adel met de titel van baron.[25]
- In 2016 ontving hij de Waalse verdienste.[26]